# بيتر ثيو كورتيس
بيتر ثيو كورتيس (بالإنجليزية: Peter Theo Curtis) هو صحفي أمريكي، ولد في 23 أكتوبر 1968 في أتلانتا في الولايات المتحدة.